# Таємниця золотої гори
«Таємниця золотої гори» (рос. «Тайна золотой горы») — радянський художній фільм 1985 року, знятий на Свердловській кіностудії.

## Сюжет
В основі сюжету — реальний історичний факт — відкриття кріпаком рудознавцем Михайлом Волковим покладів кам'яного вугілля на горі Горілій, неподалік майбутнього міста Кемерово. Волков вирушив на пошуки дорогоцінних каменів у компанії з німецьким вченим-геологом Нагелем і сибіряками — Харитоном і Корнієм. Багато небезпек підстерігало героїв в дорозі — і тільки Волков зумів дійти до кінця, знайти Золоту гору, скласти карту родовища і доставити її до Тобольська.

## У ролях
- Олександр Новиков —  Михайло Волков
- Геннадій Юхтін —  Корній Петрович Скорятин
- Олег Афанасьєв —  Фрідріх Йоганович Нагель
- Віктор Мамаєв —  Харитон
- Марина Яковлєва —  Даша
- Василь Бочкарьов —  Нікітін
- Станіслав Чекан —  Макар Васильович
- Анатолій Лосєв —  отаман
- Віктор Антонов —  Зирянов

## Знімальна група
- Режисер — Микола Гусаров
- Сценарист — Борис Лобков
- Оператор — Рудольф Мещерягин
- Композитор — Роберт Газізов
- Художник — В'ячеслав Панфілов